# Melgar (Tolima)
Melgar es un municipio colombiano del departamento de Tolima. Se encuentra a 91 km de Ibagué, la capital del departamento, y a 98 km al suroccidente de Bogotá, capital de Colombia. Ubicado en el valle del Sumapaz, es aledaño a su desembocadura con el río Magdalena. Es conocida en Colombia como la «Ciudad de las piscinas» o el «Mar de piscinas» debido al elevado número de piscinas que hay en esta ciudad: más de cinco mil. Su clima es cálido, semiseco y con temperaturas que varían entre los 23 y los 34 °C, siendo el promedio anual de 28 °C.. 

## Historia
El lugar fue habitado en periodos precolombinos por los indígenas Pijaos. A la llegada de los españoles, fue conquistado por Hernán Peréz de Quesada, Hernán Vanegas Carrillo y Baltazar Maldonado, en donde fundaron el primer asentamiento conocido como Cualamana, que luego pasó a llamarse Villa de Nuestra Señora de Altagracia. En 1601, fue renombrada La Candelaría por el capitán Juan López de Herrera.
Celebrándose las fiestas religiosas del lugar, la ciudad se encendió en llamas. La reedificación de Melgar se llevó a cabo por los padres Dominicos en terrenos de los señores Cárdenas Varastegui, en 1789, a orillas del Sumapaz. 
En comienzo de la conquista se le llamó "Valle de Melgar"; su primer evangelizador fue Fray Pedro García Matamoros. 
En 1824, hacia parte del departamento de Cundinamarca, cantón de Fusagasugá, junto con Tibacuy, Pasca, Pandi y Cunday. Para el año 1843, poseía 2802 habitantes; en 1851, pasaron a ser 2600. Siendo los tiempos en que la principal actividad económica era la extracción de la quina, era entonces una "aldea de bahareque y paja, con una Iglesia, una capilla y una plaza, sin trazas de industria y en medio de una llanura inculta".
En el año de 1855, junto con Cunday y el Carmen de Apicalá, entraron a formar parte de la provincia de Neiva. Ya desde aquellos tiempos, sin haber ingresado el "boom" cafetero, que comenzaría por ahí en 1870, Melgar producía una cantidad importante de café, junto con Fusagasugá. 
En 1871, por decreto del 13 de noviembre, es elevado a la categoría de municipio a partir del 1 de enero de 1882. Luego de la creación del estado soberano del Tolima pasó a ser parte íntegramente parte de ese departamento.
Ya en 1890, el valor de sus bienes raíces estimaba en $130 550, pero para 1893, ya eran del orden de los $484 330. No obstante, al año siguiente (1894) seguía ascendiendo este valor, llegando a $642 740. En 1905 el censo de población arroja 5152 habitantes, mientras que en censo siguiente, habido en 1912, se contabilizaron 13 278 residentes. 
Le toca, en suerte, vivir en carne propia los rigores de las luchas agrarias de los años 30, aunque no tan fuerte como en Viotá o Cunday. Fue debido al acaparamiento de tierras por parte de unos pocos, llevando a que la clase trabajadora y popular exigiera tierras; y, sin embargo, no llegaban a ser oídos por las instancias regulares. 
Luego, por medio de Ley en 1932, es elevado a Cabecera del Circuito Notarial y judicial. 
Actualmente, con el nombre de Melgar, cuenta con una población de 31 920 habitantes y es considerado un importante centro turístico y de recreación del país. Melgar es un municipio de vasto reconocimiento por sus piscinas y su actividad turística.

## División Político-Administrativa
Además de su Cabecera municipal, Melgar tiene bajo su jurisdicción los siguientes Centros poblados:
- Águila.
- Balcones del Sumapaz.
- Cualamaná.
- El Palmar.
- Quebraditas.

## La ciudad actual
Existe un Centro Fundacional, el cual fue generado sobre el eje de la vía Nacional y acotado por los cuerpos hídricos del río Sumapaz y la Quebrada La Melgara. 
Hacia los bordes de esta ciudad central, aparecen, en la década de los 60, unos núcleos de actividad auto contenidos (la base aérea, CAFAM, los clubes de la policía y el ejército). También se cuenta con una Corporación Hotelera, Mar de Piscinas, donde se encuentran la Ruta Sol, Aventura por el Sur y Oriente del Tolima, agencias de viajes, turismo y operadoras. 
La aparición de CAFAM promovió el desarrollo de condominios de estratos altos en sus proximidades en el sector de La Herradura y hacia el occidente del área urbana en el Valle de Los Lanceros, sobre la vía a Carmen de Apicalá, conformando unos desarrollos dispersos de tipo suburbano. Debido a que la tierra solía ser de propiedad militar, este desarrollo se hizo de forma rápida y extensa. Estos núcleos auto contenidos generaron una ruptura en la trama urbana, actuando luego como embudos en el crecimiento de la ciudad hacia la periferia.
En la década de los 70 se empiezan a urbanizar las áreas adyacentes a la ciudad fundacional, sobre los ejes de las calles 5.ª y 7.ª, hacia el occidente y atravesando el límite de la quebrada La Melgara, lo que se desarrollaría como el barrio Sicomoro, y, hacia el oriente, se desarrolla el barrio Versalles de baja densidad de quintas de estrato medio-alto. Los sectores del centro fundacional y El Centro Expandido conforman un tipo de ciudad compacta.
En la misma década se empieza a gestar también un proceso de invasión hacia el sur en terrenos medianamente montañosos, sobre las vías que conducen a las veredas Guacamayas y Ceboruco.
En los últimos años se ha presentado un proceso de densificación en los intersticios entre la ciudad compacta y los núcleos autocontenidos de actividades; hacia el oriente sobre la vía a Icononzo se han desarrollado urbanizaciones en serie y de desarrollo predio a predio; hacia el sur el proceso de invasión en el sector de Barrios Unidos se ha incrementado y expandido, y finalmente hacia el occidente en el sector de Resacas, ubicado entre el Valle de los Lanceros y el área central, se han generado, sobre la vía a la vereda Ceboruco, urbanizaciones de alta densidad.
Actualmente, la ciudad es uno de los mayores centros turísticos del país, favorecido por su ubicación estratégica en el centro del país. Estando entre 2 a 3 horas de Bogotá (dependiendo del tráfico), teniendo 2 fuerzas aéreas en sus alrededores y el centro vacacional CAFAM, Melgar tiene, sin duda, un gran atractivo turístico y logístico. Los melgarenses basan su economía en ofrecer servicios turísticos como: piscinas (CAFAM en su interior, Piscilago en sus afueras), parques con carritos de motor, trampolines, restaurantes, comidas de la región tolimense, atracciones, discotecas y quintas alquiladas, por lo que durante los fines de semana y festivos es visitado en grandes cantidades por ciudadanos del exterior (como bogotanos), que buscan alojarse en su clima cálido y piscinas. 
Más allá de su comercio turístico, en las temporadas bajas los mismos melgarenses participan en las atracciones de su región, cuidan de las quintas de aquellos extranjeros que tienen vivienda allí y, si pueden, participan en las instalaciones de CAFAM, mientras que al mismo tiempo estas son usadas por grandes ejecutivos y mandatarios para reuniones en sus auditorios.

## Medios de Comunicación

### Televisión abierta
En la ciudad se emite un canal regional público, Canal Trece, a los que se les suman tres canales nacionales privados: Canal 1, Caracol Televisión y Canal RCN y los dos canales nacionales públicos: Canal Institucional y Señal Colombia.

### Televisión por suscripción
La ciudad cuenta con múltiples servicios de televisión satelital como DirecTV, Claro y Movistar y televisión digital por cable ofrecido por Claro, Tigo y Movistar, que ofrecen el servicio de televisión digital por red ADSL y GPON (IPTV), y análoga y digital por red bidireccional (HFC). El servicio de televisión digital virtual ofrecida por la red GPON (IPTV) de Claro, Movistar, Tigo y de pequeños sistemas de televisión por cable.

### Emisoras de radio
En Melgar están establecidas todas las grandes cadenas radiales del país y sus distintas emisoras en AM, FM, y en TDT, en un 70 % de las emisoras de FM está disponible el servicio RDS.

## Transportes
El acceso principal al municipio de Melgar es a través de la terminal de transportes que se encuentra a las afueras de Melgar. Esta terminal cuenta con buses que conectan a otros municipios vecinos y al mismo Melgar. Además, hay una variante (tipo autopista) que lo rodea. También, Melgar se comunica por carretera con los municipios de Carmen de Apicalá, Cunday e Icononzo, que en transporte ordinario debe ser tomada en la terminal.

## Geografía e hidrografía
Melgar se compone de distintas montañas de altura media, su altitud promedio es de 323 m s. n. m.
Sus ríos y quebradas son el río Sumapaz y la quebrada La Melgara. Cuando llueve, en la carretera hacia Ibagué, se hacen diminutas cascadas, de las cuales, algunas han llegado hasta el río Sumapaz.

### Límites
| Noroeste: Ricaurte ( Cundinamarca) (Río Sumapaz) | Norte: Nilo ( Cundinamarca) (Río Sumapaz) | Nordeste: Tibacuy ( Cundinamarca) (Río Sumapaz) |
| Oeste: Carmen de Apicalá                         |                                           | Este: Icononzo                                  |
| Suroeste: Carmen de Apicalá                      | Sur: Cunday                               | Sureste: Icononzo                               |

## Servicios públicos
- Energía Eléctrica: Celsia, es la empresa prestadora del servicio de energía eléctrica.
- Gas Natural: Alcanos de Colombia es la empresa distribuidora y comercializadora de gas natural en el municipio.